# Culicoides marmoratus
Culicoides marmoratus är en tvåvingeart som först beskrevs av Frederick Askew Skuse 1889.  Culicoides marmoratus ingår i släktet Culicoides och familjen svidknott. Inga underarter finns listade i Catalogue of Life.